# Rio Lordelo
O rio Arões é um rio português que nasce em Arões (Vale de Cambra) e passa pelos lugares de Parada e Lourizela antes de desaguar no Vouga perto de Couto de Baixo (freguesia de Couto de Esteves).